# F. A. Böhm
Das Unternehmen F. A. Böhm war eine Mundharmonikamanufaktur in Untersachsenberg. Sie wurde 1850 von Friedrich August Böhm gegründet und entwickelte sich, neben C. A. Seydel Söhne und F. A. Rauner, zu einer der größten Unternehmen im Klingenthaler Raum im Musikwinkel.

## Geschichte
Der Unternehmensgründer war gelernter Geigenbauer und heiratete die Tochter eines früheren Harmonikamachers. Die Produktion wurde 1854 um die Herstellung von Konzertinas und 1883 um Akkordeons erweitert. Zum Erfolg des Unternehmens führte der Entschluss, die Waren nicht mehr über Händler in Klingenthal und Markneukirchen zu verkaufen, sondern durch eigene Geschäftskontakte zu vertreiben. Der Export erfolgte in alle fünf Kontinente. 1887 und 1900 entstanden Fabrikneubauten. Um 1900 war F. A. Böhm so groß geworden, dass Hohner über das Unternehmen Erkundigungen einzog. In der Gesellschaft waren 200 Personen angestellt und in der Heimarbeit arbeiteten etwa 800 Personen für F. A. Böhm. Mit Beginn der Weltwirtschaftskrise fusionierte F. A. Böhm mit Seydel und Rauner 1929 zur Rauner-Seydel-Böhm-AG. Dieses Kapitel endete 1933 erfolglos. Danach wurden Teile der Fabrik stillgelegt und vermietet. Die Produktion von Mundharmonikas wurde im kleinen Rahmen fortgesetzt. Das Ende der Produktion von Mundharmonikas erfolgte Mitte der 1950er Jahre. Akkordeons wurden noch etwas länger produziert. Neue Instrumente aus der Sparte Musikelektronik entwickelten sich sehr erfolgreich und wurden unter der Schutzmarke Dampfboot in der DDR und dem gesamten osteuropäischen Markt abgesetzt. Darunter befanden sich Keyboards und Verstärker. Mit dem Slogan Böhm-Electronic erwarb sich das halbstaatliche Unternehmen F. A. Böhm KG über Jahrzehnte einen guten Ruf. 1972 wurde es vollständig verstaatlicht und dem VEB Klingenthaler Harmonikawerke angegliedert.